# Konfuciusz
Latinos névformában Konfuciusz (eredeti latinos formában: Confucius), kínaiul:  孔夫子; pin-jin (pinyin) hangsúlyjelekkel: Kǒng Fūzi, "Kong mester";  vagy 孔子, azaz Kǒngzi; ezt magyarosítva: Kung Fu-ce ill. Kung-ce) a történelem legjelentősebb filozófusainak egyike. A hagyomány szerint i. e. 551-től i. e. 479-ig élt Kína keleti részén, Lu fejedelemségében (a mai Santung (Shandong) tartomány). Bölcseleteit a Beszélgetések és mondások című mű tartalmazza, amelyet tanítványai, illetve azok követői jegyeztek le. Konfuciusz alapította meg az „írástudók iskoláját” (zsu-csia (rújiā) 儒家), amit Nyugaton konfuciánus iskolaként ismernek. Tanításai a kínai kultúra és gondolkodás alapjává váltak. Filozófiájának hatása mind a mai napig töretlenül meghatározó szerepet játszik egész Kelet- és Délkelet-Ázsiában. De bölcselete ma már nemcsak ezeken a területeken éli egyre erősödő reneszánszát, hanem az egész világon mind többen fordulnak elismeréssel életműve felé.
Amit nem kívánnál saját magadnak sem,
olyat ne tégy te se más emberekkel szemben!”

## Konfuciusz neve

### Az eredeti név
Konfuciusz családneve: Kong (Kong) (Kǒng 孔); utóneve: Csiu (Qiu) (Qiū 丘); adott neve: Csung-ni (zhòngní) (Zhòngní 仲尼). Tiszteleti neve: Kung-ce (Kongzi) (孔子), azaz Kung (Kong) mester, vagy csak röviden ce (子): 'mester'. Habár a ce (zi) ('mester') tiszteleti utótag ott szerepel a legtöbb csou (zhou)-kori filozófus nevében (Lao-ce (Laozi), Csuang-ce (Zhuangzi), Szun-ce (Sunzi) stb.), a „Mester” (ce (zi)), illetve „a Mester mondotta” (ce jüe (zi yue)) mindig Konfuciuszra, illetve az őáltala mondott bölcseletekre vonatkozik. A Kung Fu-ce (Kong Fuzi) (pin-jin (pinyin): Kǒng Fūzǐ 孔夫子) névváltozat csak évszázadokkal halála után keletkezett – élete során ezt a formát soha nem használták. Jelentése: Kung (Kong) tanító-mester. A modern kínai nyelvhasználatban a közbeékelődő fu (夫) tagot általában nem használják, csak a Kung-ce (Kongzi) alakot.
A kínai hagyomány szerint Konfuciusz a hatalmát elvesztő, Ce (Zi) családnevet felvett Sang (Shang)-dinasztia uralkodócsaládjának leszármazottja.

### A név magyar átírása
A név helyes magyar átírása: Konfuciusz, a jelenlegi magyar helyesírási szabályzat ezt a változatot preferálja. A tudományos sinológia is a Konfuciusz formát használja, és ezt alkalmazzák a gyakorlatban más helyeken is (pl.: Konfuciusz Intézet). A Kung Fu-ce (Kong Fuzi) megnevezést a Kínában tevékenykedő első jezsuita szerzetesek ültették át latinos alakba mint Confucius (a hagyomány szerint a latinosított formát az olasz Matteo Ricci alkotta).

### Posztumusz tiszteleti nevek
Miután Konfuciusz tanai, államelmélete a hivatalos állami ideológiává váltak az évszázadok során, több tiszteleti nevet is adományoztak neki a különböző kínai császárok: i. e. 1. század, Han-kor: „Nagyrabecsült és fennenhirdetett Ni Úr” (褒成宣尼公 bāo chéng xuān ní gōng); 16. század, Ming-kor: „A legnagyobb bölcs – első tanító” (至聖先師 zhì shèng xiān shī); valamint: „Tízezernyi nemzedék tanítói példaképe” (萬世師表 mò shì shī biǎo).

## Élete

### Forráskritika
Konfuciusz életének áttekintésekor külön kell választani a legendákat a tényektől. Sajnos tényszerű adat igen kevés maradt fent. A leghitelesebb forrás a Beszélgetések és mondások, amely Konfuciusz bölcseleteit tartalmazza. Ebben sok helyen bukkan fel a Mester alakja – ugyanakkor egyáltalán nem biztos, hogy a róla szóló történetek szimbolikusak-e, vagy egy-egy valóban megtörtént eseményt írnak le. A második forrás, mely nem sokkal Konfuciusz halála után íródott, a Kung ce csiajü (Kongzi jiayu) (孔子家語), vagyis a „Kung család története”. Itt már sok legendás elem is belekerül az elbeszélések fonalába, ezen túl pedig továbbra is sok történetnek inkább szimbolikus jelentése van, a tanítások egyfajta példázataiként szerepelnek. A későbbi írásokban Konfuciuszt gyakran a történet hitelességét alátámasztandó szerepeltették. A harmadik és egyben legfontosabb forrás A történetíró feljegyzései – Kína első történetírója, Szema Csien (Sima Qian) alkotása, ami i. e. 86 körül íródott. Ennek a 47. fejezetében részletes és kronológiailag folyamatos biográfia olvasható Konfuciuszról. Az e három művön kívül minden egyéb forrás leginkább legendáknak tekinthető – Konfuciusz életére valós relevancia nélkül.

### Tények
Konfuciusz i. e. 551–479 között élt. Lu fejedelemségben született, a mai Kína Santung (Shandong) tartományának déli részén, egy Cou (Zou) (陬) nevű kisvárosban, ám később szüleivel a fejedelemség központjába, Csüfu (Qufu)ba (曲阜) költöztek, ahol élete végéig lakott. Gyermekkorában szegénységben élt. Szorgalmának és kötelességtudásának köszönhetően viszonylag fiatalon hivatalt kapott Lu (鲁) fejedelemségben. Később iskolát alapított, ahol nemcsak saját filozófiáját, hanem a kor általános műveltségéhez elengedhetetlen ismereteket is oktatott az ország minden tájáról köré gyűlt növendékeknek. A fejedelemség belpolitikai viszályai miatt azonban ötvenes éveinek derekán száműzetésbe kényszerült, és tizenhárom évig fejedelemségről fejedelemségre vándorolt leghűségesebb tanítványaival. Halála előtt három évvel térhetett csak vissza hazájába, Lu-ba. „Konfuciusz volt az első ember a kínai történelemben, akinek magántanítóként már számos tanítványa volt.” Életében nem írt semmit, csak szóban oktatott. Mindent, mit róla tudunk, tanítványai, illetve tanítványainak tanítványai jegyeztek le. Magánéletéről még kevesebb tény tudható: Nős volt és legalább két gyermek édesapja. Fia: Kung Li (Kong Li) (孔鯉). A Li jelentése „ponty”. Lánya neve nem ismert. Egyes feljegyzések szerint két lánya volt, de az egyik valószínűleg bátyja (féltestvére) lányára vonatkozik, akit ő nevelt – idősebb fiútestvére, Kung Meng (Kong Meng) ugyanis egy pontosabban meg nem nevezett fogyatékossága miatt nem nevelhette lányát.

### Legendák

#### Ősei
Konfuciusz ősei származásukat a Csou (Zhou)-kort megelőző Sang (Shang)-dinasztia királyi házáig vezették vissza. A Kung (Kong) családnév az i. e. 8. század végén kerül először említésre a krónikákban. A család eredetileg Szung (Song) államban élt, de egy konfliktus miatt menekülniük kellett és Lu fejedelemségben telepedtek le. Konfuciusz apja, Suliang Hö (Shuliang He) (叔梁紇) vagy Kung Ho (Kong He) (孔紇) már csak névleg hordozta a nemesi rangot. Katonatisztként szolgált a fejedelem seregében, s bár hőstetteiről több óda is megemlékezik, családjának csak szerény életkörülményeket tudott biztosítani. Első házasságából kilenc lánya született, valamint egy fiú (Kung Meng (Kong Meng)), aki azonban valamilyen betegségben szenvedett, ezért Suliang Hö (Shuliang He) időskorában újranősült, hogy a család nevét továbbörökítő fiúgyermekről gondoskodjon. Konfuciusz édesanyja, Cseng cai (Zhengzai) (徵在) a Jen (Yan) (颜) családból származott.

#### Születése és ifjúkora
Konfuciusz születési dátuma a hagyomány szerint szeptember 28. − ez a dátum azonban bizonyosan nem fedi a valóságot, minthogy semmilyen hiteles dokumentum nincs ennek alátámasztására. Édesanyja, Jen Cseng cai (Yan Zhengzai) a hagyomány szerint a Ni hegy lábánál szülte meg fiát – innen kapta Konfuciusz a „Ni” nevet. Hároméves volt, mikor elveszítette idős édesapját, melynek következtében a család anyagi helyzete drámaian rosszabbra fordult. Gyermekként kedvenc játéka a szertartási edények rendezgetése, illetve a felnőttek ünnepi rituáléinak imitálása volt. A család szegénysége dacára társadalmilag „írástudóknak” (si (shi) 士) számítottak. Az „írástudók” a közemberek és a nemesek között helyezkedtek el, egyfajta értelmiségi rétegként, mely lehetővé tette, hogy az ifjú Konfuciusz tanulmányokat folytasson. A Lun jü-ből megtudhatjuk, hogy nem voltak tanárai, tehát nagy valószínűséggel saját maga, autodidakta módon tanult – ezt alátámasztani látszik az a tény, hogy édesanyjának nem is lett volna anyagi lehetősége, hogy taníttassa gyermekét. Konfuciusz éleseszűsége és szorgalma azonban kárpótolta hátrányos helyzetét és igen hamar kiterjedt tudásra tett szert.

#### Felnőttkora a vándorlásig
Konfuciusz 19 éves korában nősült meg, felesége neve Csi Kuan (Qi Guan) (亓官) volt. Huszonhárom évesen veszítette el édesanyját. Kezdetben kisebb írástudói munkaköröket látott el: jellemzően a mezőgazdasági tevékenységek során felmerülő könyvelési feladatokat, feljegyzéseket és számításokat végezte. A hivatalnoki ranglétrán egyre feljebb lépve végül igazságügy- miniszterré nevezte ki Lu állam vezetője. Ezt a feladatkört olyan jól végezte, hogy az egész fejedelemségre kiható fejlődést idézett elő. Az ország megerősödése azonban irigységet váltott ki a szomszédos Csi (Qi) fejedelemség (齐) vezetőiből, mely állam Lu legnagyobb vetélytársa volt. A fejlődés megfékezésére nem hadsereget küldtek Lu ellen, hanem ajándékokkal megrakott szekereket, lovakat és elsősorban 80 gyönyörű táncosnőt, akik Lu vezetőit, élükön a herceggel annyira elkápráztatták, hogy több napig (hétig) egyáltalán nem foglalkoztak az államügyekkel. A hagyomány szerint ez volt az az ok, amiért Konfuciusz önkéntes száműzetésbe vonult: lemondott pozíciójáról és elhagyta hazáját. Vele tartottak leghűségesebb tanítványai is.

#### Vándorlása

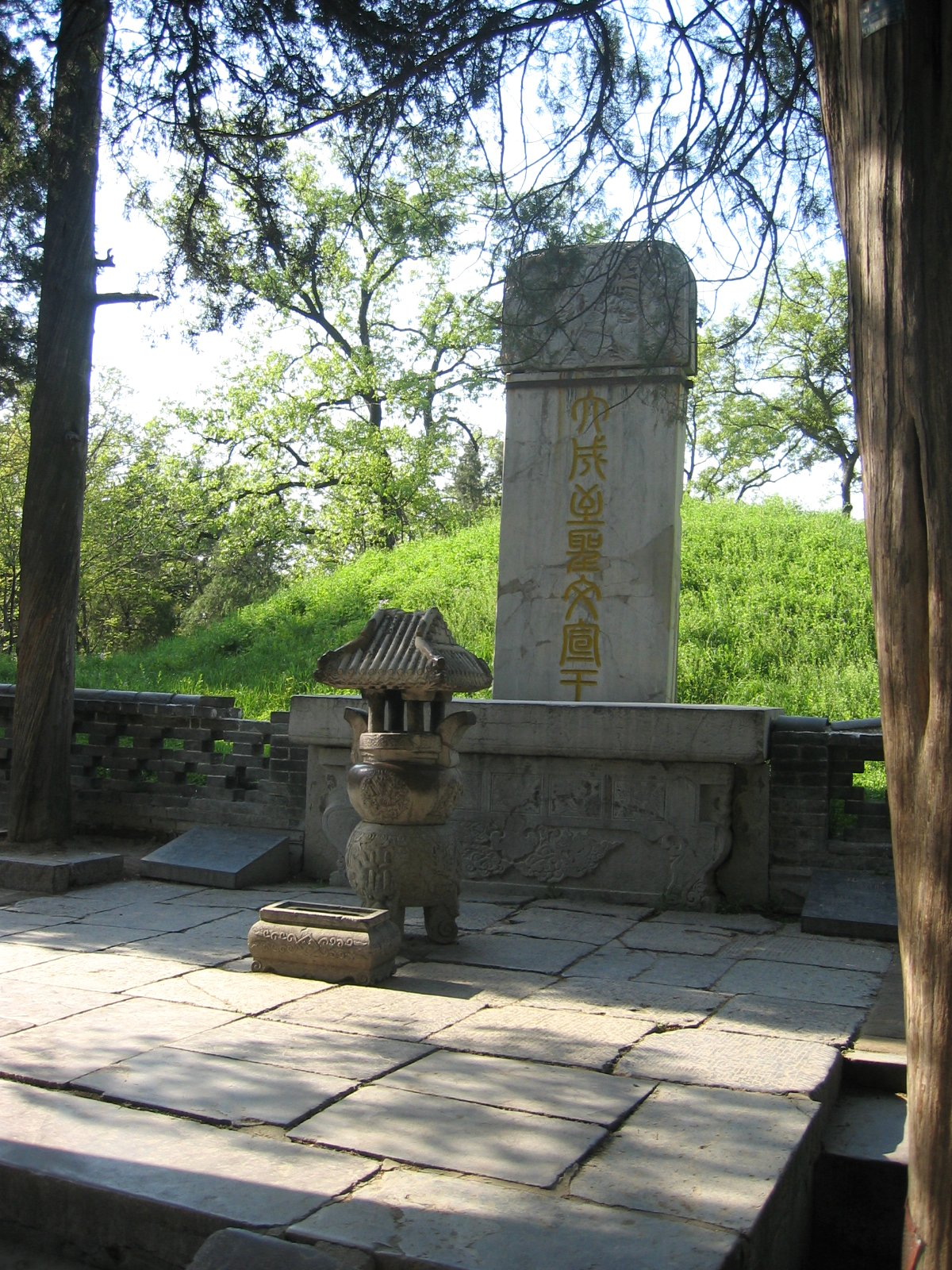
Konfuciusz sírja

Konfuciusz 56 éves volt, mikor megkezdte 13 évig tartó vándorlását, melynek során számos Lu-val szomszédos fejedelemséget meglátogatott, de legtöbbet Vej (Wei) államban (卫) időzött. A Lun jü-ben számos történetet olvashatunk ebből az időszakból. Ennek ellenére a vándorlását elmesélő történetek is inkább tekinthetők szimbolikusnak, mint tényszerűnek. Nem tudhatjuk, hogy a valós történeteket ábrázolták úgy, hogy szimbolikus jelentésük is legyen, vagy fordítva: a szimbolikus történeteket írták le úgy, mintha Konfuciusszal történt volna meg. A legtöbb apokrif történet is e hosszú vándorlás egy-egy epizódját mutatja be. Egy profetikus tanító kvázi archetipikus zarándokútját láthatjuk, mely majd minden későbbi nagy tanító, próféta életútjában megjelenik: az aktuális hatalmi réteg által eltaszított mester kálváriája, egyedüli küzdelme, mely látszólag kudarcba fullad, de az emberek szimpátiáját végül is megnyerve hosszú távon diadalmaskodik.

#### Időskora és halála
A Co csuan (Zuo zhuan) krónika szerint 68 éves korában tért vissza Lu fejedelemségbe. A hazatérésben az addigra befolyásos posztokat betöltő tanítványai segítették. Életének utolsó három évében már nem töltött be hivatalt. Minden idejét iskolája megszervezésének, tanítványainak és könyvtárának rendezésére szentelte. 72 éves korában hunyt el.

## Tanítása

### Legendák és tények
Csakúgy, mint életrajzával kapcsolatban, tanításai vizsgálatakor is el kell választani a valóban Konfuciusz eszmeiségét tükröző tanításokat azoktól, amiket a későbbi korok gondolkodói tulajdonítottak neki, főleg azon indokból, hogy saját írásaiknak nagyobb hitelességet, és ezáltal elismertséget szerezzenek. A ma ismert ókori művek között egy sincs, amit bizonyíthatóan Konfuciusz írt volna. Valószínűleg élete során semmit nem írt, csak szóban oktatott. Egyetlen olyan mű van, mely tanításait valószínűleg hűen tükrözi: a Lun jü. Ebben a műben nagyjából ötszáz különálló beszélgetés és mondás található, melyeket a tanítványok gyűjtöttek össze mesterük halálát követően, és vagy ők, vagy a tanítványok következő generációja jegyzett le. Nem tudhatjuk bizonyosan azt sem, hogy a Lun jü-ben foglaltak közül mi az, amit Konfuciusz saját maga indított útjára, mi az, amit már ő is korábbi tanításokból vett át és mi az, amit esetleg tanítványai gondoltak tovább. Mindazonáltal a Lun jü-t egy egységes műnek kell tekinteni, ami nem csak a leghűbb, de az egyedüli forrása Konfuciusz filozófiájának. Ezen kívül minden egyéb mű, amit bár Konfuciusznak tulajdonítanak, nem az ő, hanem az azt írók gondolatait tükrözi.

### A konfuciuszi filozófia alapfogalmai
Konfuciusz filozófiája számos „alapfogalomra” épül. A legfontosabb ilyen alapfogalmak: 
- a helyes út (tao) (道 tao (dao)),
- az erények (德 te (de)),
- a tradíciók (禮 li),
- az igazság, igazságosság (義 ji (yi)),
- a kötelességtudat (忠 csung (zhong)),
- az empátia gyakorlata (恕 shu),
- a becsületesség, szavahihetőség (信 hszin (xin)),
- a bátorság (勇 jung (yong)),
- a gyermeki szeretet (孝 hsziao (xiao)),
- az éberség (仁 zsen (ren)),
- a harmónia (和 hö (he)),

továbbá: a boldogság (樂 lö (le)), a tanulás (學 hszüe (xue)), a műveltség (文 wen), a nevek helyreigazítása (正名 cseng ming (zheng ming)), a közép (中 csung (zhong)), a tettrekészség (敏 min), az akaraterő (志 csö (zhi)), az elégedettség (說 jüe (yue)), a nemes ember (君子 csün ce (jun zi)), a kisember (小人 hsziao zsen (xiao ren)), a megfelelő-ember (善人 shan zsen (shan ren)), az írástudó (士 shi), a kiváló-erényű ember (賢 hszien (xian)) a tökéletes-bölcs (聖 sheng). Ezekhez járul még sok-sok ritkábban említett, de ugyancsak nagy jelentőséggel bíró fogalom, amelyek összessége alkotja a konfuciuszi terminológiát. Az „alapfogalmak” fordításakor használt magyar szavak jelentése sokszor ugyan összecseng a napjainkban használt jelentéssel, legtöbbször azonban eltér tőle, s nemritkán pedig, amikor egy fontosabb kifejezéssel találkozunk, nagymértékben el kell vonatkoztatnunk a szó eredeti magyar nyelvű jelentésétől. Kiváltképp a legtöbbet vitatott és legnehezebben értelmezhető fogalmak esetében van így, mint amilyen például az „éberség” (仁 zsen (ren)), a „tradíciók” (禮 li) vagy a „nemes ember” (君子 csün ce (jun zi)).

### Konfuciusznak tulajdonított művek
Annak ellenére, hogy semmi nem támasztja alá, hogy Konfuciusz életében bármit is írt volna, az utókor a következő műveket tulajdonítja neki:
- Tavasz és ősz krónikája: A hagyomány szerint ezt a krónikát, amely Konfuciusz szülőföldjének, Lu fejedelemségnek a történetét i. e. 772-től i. e. 479-ig egy sajátosan vázlatos stílusban mutatja be, Konfuciusz szerkesztette, illetve írta. Ezt a korabeli tudósok azzal az érvvel támasztották alá, hogy a krónika pont abban az évben ér véget, mikor Konfuciusz meghalt. Habár nem lehet bizonyítani, hogy ezt a krónikát valóban Konfuciusz írta, szerkesztette volna, mindezt azonban teljes bizonyossággal kizárni sem lehet.
- A Dalok könyve: A háromszáz verset, illetve korabeli éneket (dalt) tartalmazó művet a hagyomány szerint Konfuciusz válogatta össze több mint háromezer egyéb vers, dal közül és szerkesztette egy kötetbe őket. Ami bizonyos, hogy Konfuciusz ismerte a Dalok könyvét, sőt tanítása során nagy jelentőséget tulajdonított neki, mint ahogy az a Beszélgetések és mondások szövegéből több helyen kitűnik. Logikusnak látszik, hogy Konfuciusz saját tanításait segítendő válogatta össze a különböző ódákat, és erre a Beszélgetések és mondásokban is találni megerősítést:

„A Mester mondotta:
Wei-ből Lu-ba való hazatértem óta
helyükre igazítottam a zenéket;
A sok különböző himnusz és óda,
mind a maguk helyére kerültek.”
- Kommentár a Ji king (Yi jing)hez: A Változások könyvének egyik előszavát a hagyomány Konfuciusznak tulajdonítja, ami azonban szinte bizonyosan nem tőle származik. A fenti két művel ellentétben a Ji csing (Yi jing) (Változások könyve) esetében még az is erősen vitatható, hogy Konfuciusz ismerte-e ezt az írást. A Ji csing (Yi jing) a későbbi konfuciánus tanításokban kiemelkedő szerepet kapott, és ezért hitelességét alá kellett támasztani. Ezt a középkori konfuciánus tudósok úgy érték el, hogy a Lun jü (Lun yu) VII/16-os mondásába beleépítették a Ji csing (Yi jing) címét.

Az utóbbi idők archeológiai leletei szerint azonban a legkorábbi szövegek nem tartalmazták a Ji csing (Yi jing) címét ebben a mondásban és semmi sem utal arra, hogy Konfuciusz olyan központi műnek tekintette volna, mint ahogy azt a későbbi korok előszeretettel állították.

### Konfuciusz „könyvespolca”

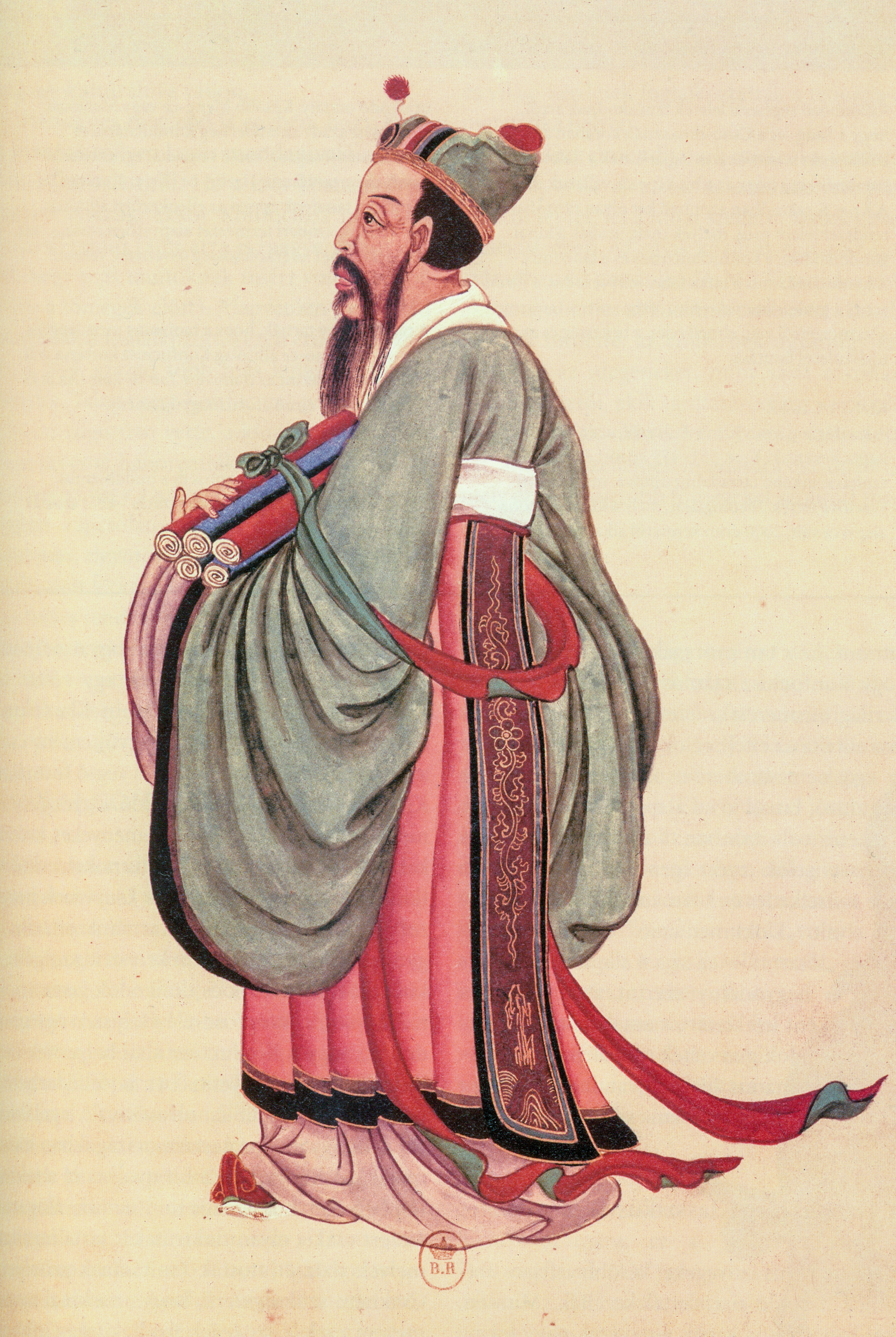
Konfuciusz 18. századi kínai festményen

Konfuciusz „könyvespolcán” valószínűleg a következő művek voltak:
- Dalok könyve.
- Tavasz és ősz krónikája.
- Írások könyve.
- Szertartások feljegyzései.
- A zene könyve.

Vagyis ezek azok a művek, amiket Konfuciusz bizonyosan ismert, s melyekből meríthetett saját tanításainak megalkotásakor. Ezek közül csak a Zene könyve nem maradt fenn napjainkig.

### Konfuciusz iskolája
A Mester célja az volt, hogy tanítványaiból az államnak és a társadalomnak egyaránt hasznos „egész emberek” váljanak. Ezért az egyes klasszikus műveken alapuló, legkülönfélébb ismeretekre oktatta növendékeit.
Konfuciusz tanítási módszere és egyben sikerességének kulcsa abban állt, hogy a régieket követve újat alkotott. Minden tanítását a korábbi generációk gondolataira és erkölcseire és építette – az ősi tudás szolgáltatta az alapot és mutatta meg az irányvonalat.
A régit feleleveníteni, s az újat megismerni;
Így lehet tanítóvá válni!”
Ezt a tudást azonban mindig korának aktuális viszonyaihoz formálta át. A változtatásokat mindig csak kicsi lépésekben, finoman adagolta – a radikális fordulatoknak nem volt híve. A hivatkozási alapot a régiek hagyományai biztosították, de mégis valami újat hozott létre belőlük. Így tudta megteremteni a megújító és előremutató változást az állandóság biztonságának megőrzésével.

## Tisztelete
A mai Kínában egyre erősödik a Konfuciusz iránti érdeklődés, és ennek a hivatalos politika is teret ad. 2010 szeptember 27. és október 6. között, Konfuciusz születésének 2561. évfordulója alkalmából az első pekingi Konfuciusz-templom konfuciuszi főiskolája kulturális fesztivált tartott. A pekingi Konfuciusz-templom és a konfuciuszi főiskola a Jüan (Yuan)-dinasztia idején épült, és több mint hétszáz éves múltra tekint vissza.
2011 januárjában a Mennyei béke terén, a Nemzeti Múzeum előtt felállították Konfuciusz talapzattal együtt 9,5 méteres bronzszobrát. A téren eddig csak Mao Ce-tungra utaló emlékek álltak: mauzóleuma, valamint a Tiltott Város bejáratán elhelyezett képe. A bronzszobor Wu Weishan nanjingi művész alkotása.

## Magyarul
- Lun Yü. Kung mester beszélgetései; ford., bev. Hamvas Béla; Biblioteca, Bp., 1943
- Beszélgetések és mondások; ford., bev., jegyz. Tőkei Ferenc; Szukits, Szeged, 1995 (A bölcselet mérföldkövei)
- Konfuciusz beszélgetései és mondásai (Lun jü) kínaiul és magyarul; vál., szöveggond., ford., jegyz. Tőkei Ferenc; Orientalisztikai Munkaközösség; Bp., 2001
- Konfuciusz bölcseletei. Lun jü; ford., ill. Őri Sándor; Golden Goose, Bp., 2012
- Beszélgetések és mondások; ford., jegyz., utószó Tokaji Zsolt; Helikon, Bp., 2017 (Helikon zsebkönyvek)

## Torábbi információk

### Weboldalak
- Konfuciusz élete és bölcseletei - a Lun jü
- Konfuciusz Intézet
- Konfuciusz élete, képek, a Lun jü (angolul)
- Konfuciuszról (kínaiul)
- Konfuciusz tisztelete napjainkban (kínaiul)